# 刺毛红孩儿
刺毛红孩儿（学名：Begonia palmata var. crassisetulosa）为秋海棠科秋海棠属裂叶秋海棠的变种。分布于中国大陆的云南等地，生长于海拔1,500米至3,200米的地区，一般生长在山坡常绿阔叶林下、沟边杂木林下以及山谷林下潮湿处石上，目前尚未由人工引种栽培。